# Hidegpont-kompenzáció
A hidegpont-kompenzáció a korszerű műszerekben hivatott biztosítani a hidegpont állandó, stabil hőmérsékletét.
A hőmérséklet mérésére a műszaki gyakorlatban zömmel hőelemeket használnak. Ez az eszköz két különböző fém összehegesztésével, hidegfolyatásával vagy összeforrasztásával készül. A hőelemeket mindig zárt áramkörben használják. Ha az így kialakított hely (melegpont) hőmérséklete eltér a közösített huzalok szabad végének (hidegpont) hőmérsékletétől, akkor a közösítés helyén elektromotoros erő támad; ennek nagysága és iránya a hőmérséklet-különbségtől és a huzalok anyagi minőségétől függ, de független a hőelemhuzalok átmérőjétől. Mint a fentiekből következik, az elektromotoros erő a meleg- és a hidegpont hőmérséklet-különbségétől függ. A melegpont tényleges hőmérséklete csak úgy értelmezhető, ha a hidegpont hőmérséklete állandó, stabil. Korábban a hidegpont kivezetéseit, vízmentes burkolatban, olvadó tiszta jégbe merítették, így érve el annak 0 °C hőmérsékletét. A korszerű műszerekben ugyanezt az eredményt hidegpont-kompenzációval érik el.

## Kivitelezése

### A kijelzőműszer állításával
Legegyszerűbb a kijelzőműszert 0 °C-ról a mechanikus beállító segítségével elállítani a melegpont tényleges hőmérsékletére (pl. 23 °C értékre.) Mivel a hőelem termofeszültsége a meleg- és hidegpont különbségével egyezik meg, ezt az elállított hőmérsékletet a mért értékhez előjelhelyesen hozzá kell adni. Ha a leolvasott érték pl. 182 °C, akkor a melegpont tényleges hőmérséklete 182 °C + 23 °C = 205 °C értékre adódik.

### Hőelemek szembefordításával
Két hőelem használatával egyszerűen megoldható a kompenzáció. Két azonos hőelemet úgy kötnek be, hogy az egyik melegpontja a mérendő hőmérsékleten, míg a másik melegpontja az ismert, és állandónak tekintett hőmérsékletű térben van, és a két, azonos anyagból készült hőelemszál van egymással összekötve. (például NiCi-Ni esetében a két Ni szál) A két hőelem egymás ellen dolgozik, a leadott termofeszültség a két hőmérséklet különbségével lesz arányos. Egyébként, ha azonos hőmérsékleten két azonos melegpont van, akkor ezek termofeszültségei kiegyenlítik egymást.
Itt szükséges megjegyezni, hogy a Fe-Ko hőelemekre ez a megoldás nem vonatkozik, mivel a konstantán a rézvezetékkel hőelemet képez!

### Hídkapcsolással
A hőelem kivezetésének egyik ágába egy hídba kapcsolt kompenzációs dobozt helyeznek el. A kompenzációs dobozban lévő hídkapcsolás egyik tagja rézből készül. Mivel a réz hőmérsékletváltozás hatására bekövetkező ellenállásváltozása 4%/10 °C, a híd egyensúlya felborul, és kiegyenlített hídként kompenzációs feszültséget szolgáltat. Ez a feszültség előjel helyesen a termofeszültséghez hozzáadódik, és így az összehasonlító hely hőmérsékletváltozását kompenzálja.